# Robi Novak
Robert Novak, slovenski bas kitarist, * 14. avgust 1970.
Je član in manager skupine Mi2. Poučuje umetnost in multimedijo na Srednji elektro-računalniški šoli v Mariboru  in Srednji šoli za oblikovanje Maribor.